# Dicranomyia (Dicranomyia) rectidens
Dicranomyia (Dicranomyia) rectidens is een tweevleugelige uit de familie steltmuggen (Limoniidae). De soort komt voor in het Palearctisch en Oriëntaals gebied.